# Westport (Minnesota)
Westport és una població dels Estats Units a l'estat de Minnesota. Segons el cens del 2000 tenia 72 habitants.

## Demografia
Segons el cens del 2000, Westport tenia 72 habitants, 23 habitatges, i 18 famílies. La densitat de població era de 99,3 habitants per km².
Dels 23 habitatges en un 47,8% hi vivien nens de menys de 18 anys, en un 60,9% hi vivien parelles casades, en un 4,3% dones solteres, i en un 17,4% no eren unitats familiars. En el 17,4% dels habitatges hi vivien persones soles el 8,7% de les quals corresponia a persones de 65 anys o més que vivien soles. El nombre mitjà de persones vivint en cada habitatge era de 3,13 i el nombre mitjà de persones que vivien en cada família era de 3,21.
Per edats la població es repartia de la següent manera: un 31,9% tenia menys de 18 anys, un 15,3% entre 18 i 24, un 26,4% entre 25 i 44, un 13,9% de 45 a 60 i un 12,5% 65 anys o més.
L'edat mediana era de 29 anys. Per cada 100 dones de 18 o més anys hi havia 81,5 homes.
La renda mediana per habitatge era de 38.438 $ i la renda mediana per família de 38.750 $. Els homes tenien una renda mediana de 22.188 $ mentre que les dones 19.688 $. La renda per capita de la població era de 14.501 $. Cap de les famílies i el 4,3% de la població estaven per davall del llindar de pobresa.

## Poblacions més properes
El següent diagrama mostra les poblacions més properes.